# Gesamtverband der Personaldienstleister

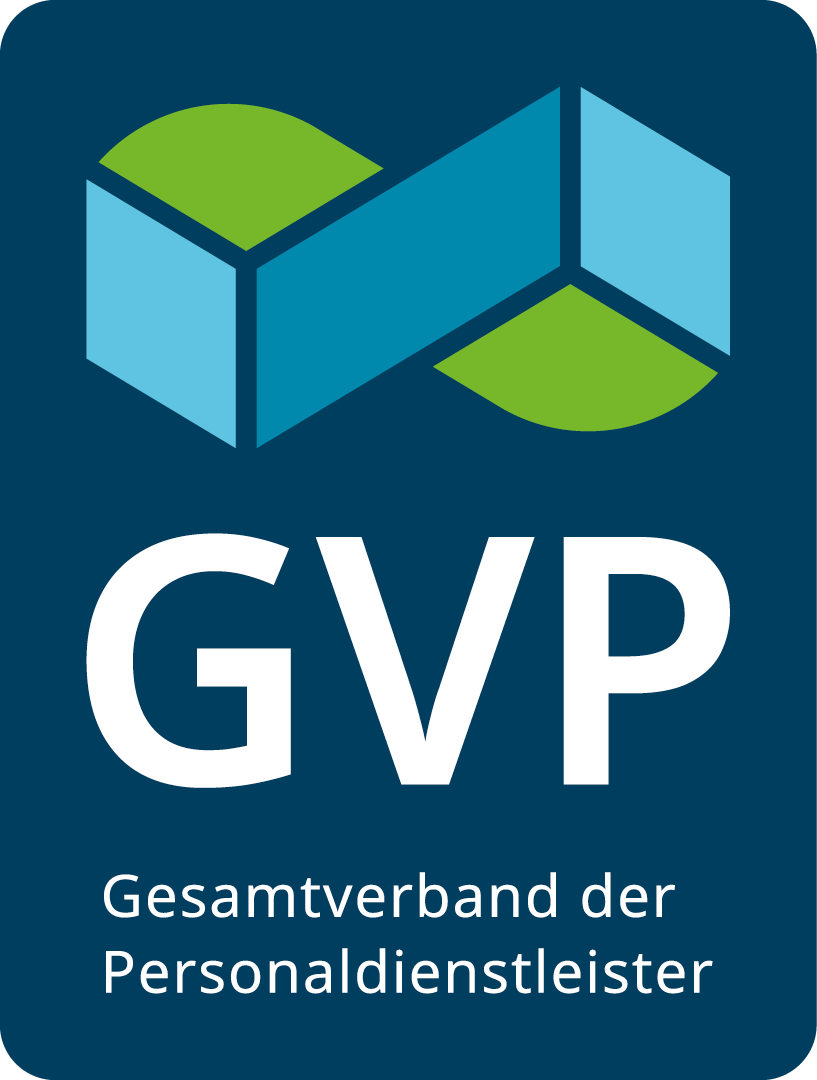

Der Gesamtverband der Personaldienstleister (GVP) entstand im Jahr 2023 durch die Verschmelzung des Bundesarbeitgeberverbands der Personaldienstleister (BAP) und des Interessenverbands Deutscher Zeitarbeitsunternehmen (iGZ). Der GVP vertritt über 5.600 Mitgliedsunternehmen und organisiert gemeinsam mit den DGB-Gewerkschaften die Arbeits- und Sozialbedingungen für rund 800.000 Zeitarbeitskräfte. 
Der Arbeitgeber- und Wirtschaftsverband vertritt die Personaldienstleistungsbranche in Deutschland, von der Zeitarbeit über die Personalvermittlung bis hin zur Personalberatung und Personalentwicklung. Dabei ist der GVP ein eingetragener Verein mit dem Zweck, die Arbeits- und Wirtschaftsbedingungen im Bereich der Personaldienstleistungen zu fördern und die gemeinsamen Interessen der Mitglieder gegenüber Politik, Sozialpartnern, Wissenschaft und Öffentlichkeit zu vertreten. 

## Struktur
Die wichtigsten Organe des GVP sind die Mitgliederversammlung, der Vorstand, das Präsidium, die Geschäftsstelle, sowie die Tarifkommission und der Tarifverhandlungskommission. 
Präsident des GVP ist der Unternehmer Christian Baumann. Die Hauptgeschäftsführung wird auf Vorschlag des Präsidenten vom Vorstand berufen. Florian Swyter ist Hauptgeschäftsführer des GVP.

## Mitgliedschaften
In Deutschland ist der GVP in der Bundesvereinigung der Deutschen Arbeitgeberverbände (BDA), im Bundesverband Großhandel, Außenhandel und Dienstleistungen (BGA) und im Bundesverband der Dienstleistungswirtschaft (BDWi) organisiert. Auf internationaler Ebene vertritt der GVP als zentraler Branchenverband in Deutschland die Belange der Personaldienstleistungsunternehmen in der World Employment Confederation (WEC) sowie auf europäischer Ebene in der World Employment Confederation – Europe (WEC-Europe).

## Sitz
Die Geschäftsstellen des GVP befinden sich in Berlin und in Münster.

## Website
- https://personaldienstleister.de/